# Coupe des vainqueurs de coupe masculine de volley-ball 1988-1989
Navigation
Édition précédente Édition suivante
La coupe d'Europe des vainqueurs de coupe de volley-ball masculin 1988-1989 est la 17e édition de la Coupe des vainqueurs de coupe.

## Compétition

### Phase finale

#### Finale à quatre
|  | Demi-finales                  | Demi-finales                |                        |   | Finale                     | Finale                     |
|  | Demi-finales                  | Demi-finales                |                        |   | Finale                     | Finale                     |
|  |                               |                             |                        |   |                            |                            |
|  | 18.02.89, 16-14, 15-9, 15-9   | 18.02.89, 16-14, 15-9, 15-9 |                        |   | 19.02.89, 15-6, 15-8, 15-4 | 19.02.89, 15-6, 15-8, 15-4 |
|  | 18.02.89, 16-14, 15-9, 15-9   | 18.02.89, 16-14, 15-9, 15-9 |                        |   | 19.02.89, 15-6, 15-8, 15-4 | 19.02.89, 15-6, 15-8, 15-4 |
|  | Maxicono Parme                | 3                           |                        |   | 19.02.89, 15-6, 15-8, 15-4 | 19.02.89, 15-6, 15-8, 15-4 |
|  | Maxicono Parme                | 3                           |                        |   | 19.02.89, 15-6, 15-8, 15-4 | 19.02.89, 15-6, 15-8, 15-4 |
|  | Panathinaikos Athènes         | 0                           |                        |   | 19.02.89, 15-6, 15-8, 15-4 | 19.02.89, 15-6, 15-8, 15-4 |
|  | Panathinaikos Athènes         | 0                           | Maxicono Parme         | 3 |                            |                            |
|  | 18.02.89, 15-10, 15-10, 15-4  |                             | Maxicono Parme         | 3 |                            |                            |
|  |                               | Levski-Spartak Sofia        | 0                      |   |                            |                            |
|  | Levski-Spartak Sofia          | Levski-Spartak Sofia        | 0                      | 3 |                            |                            |
|  | Levski-Spartak Sofia          |                             |                        | 3 |                            |                            |
|  | CAMST Bologne                 | 0                           |                        |   |                            |                            |
|  | CAMST Bologne                 | 0                           | Match pour la 3e place |   |                            |                            |
|  |                               |                             |                        |   |                            |                            |
|  | 19.02.89, 15-12, 16-14, 15-11 |                             |                        |   |                            |                            |
|  |                               |                             |                        |   |                            |                            |
|  | Panathinaikos Athènes         | 3                           |                        |   |                            |                            |
|  | Panathinaikos Athènes         | 3                           |                        |   |                            |                            |
|  | CAMST Bologne                 | 0                           |                        |   |                            |                            |
|  | CAMST Bologne                 | 0                           |                        |   |                            |                            |